# Fransigt stentagel
Fransigt stentagel (Pseudephebe minuscula) är en lavart som först beskrevs av Nyl. ex Arnold, och fick sitt nu gällande namn av Brodo & D. Hawksw. Fransigt stentagel ingår i släktet Pseudephebe och familjen Parmeliaceae.  Arten är reproducerande i Sverige. Inga underarter finns listade i Catalogue of Life.